# 李栗
李栗（4世纪？—400年），北魏軍事人物，雁門郡人。
拓跋什翼犍時，其父祖归附拓跋鲜卑。年轻时有辯才，兼有將略。是跟隨道武帝拓跋珪至賀蘭部的二十一人。李栗立有戰功，拜左軍將軍。道武帝征後燕慕容寶，李栗督五萬騎為前驅，進軍所至，後燕諸軍无不投降。转任左將軍。慕容寶放棄中山逃亡東方，李栗率輕騎追击，不及而還。李栗性格傲慢，恃寵，不率禮度，在道武帝面前倨傲。道武帝在天興三年（400年）将他处决。从此北魏朝廷威嚴开始严厲，制羣下恪守卑謙之禮。